# Bloomfield (Indiana)
Bloomfield – miasto w Stanach Zjednoczonych, w stanie Indiana, siedziba administracyjna hrabstwa Greene.